# Сепульведа, Эдуардо
Эдуардо Сепульведа (исп. Eduardo Sepúlveda; род. 13 июня 1991 в Росоне, Аргентина) — аргентинский профессиональный шоссейный велогонщик, выступающий c 2018 года за команду мирового тура «Movistar Team».

## Достижения

### Шоссе
2008
1-й  Чемпионат Аргентины среди юниоров в индивидуальной гонке
2011
1-й  Чемпионат Аргентины среди молодёжи в индивидуальной гонке
2012
1-й  Чемпионат Панамерики среди молодёжи в индивидуальной гонке
1-й Этап 2 Тур Юры
1-й Этап 4 Тур де Франс среди молодёжи
2-й ЗЛМ Тур
1-й  Чемпионат Панамерики в индивидуальной гонке
5-й Coupe des nations Ville Saguenay
2013
9-й Тур Пуату — Шаранты
10-й Circuito de Getxo
10-й Чемпионат мира среди молодёжи в индивидуальной гонке
2014
4-й Тур Средиземноморья
1-й  Молодёжная классификация
5-й Критериум Интернациональ
6-й Тур Сан-Луиса
2015
1-й Классика Сюд — Ардеш
1-й Тур департамента Ду
2-й Тур Турции
4-й Тур Сан-Луиса
5-й Рут-дю-Сюд
2016
2-й Тур Сан-Луиса
1-й  Горная классификация
1-й Этап 4
4-й Тур департамента Ду
2017
4-й Классика Сюд — Ардеш

### Трек
2010
3-й  Индивидуальная гонка преследования, Чемпионат Панамерики
2011
3-й  Командная гонка преследования, Панамериканские игры
3-й  Командная гонка преследования, Чемпионат Панамерики
2013
Чемпионат Панамерики
1-й  Индивидуальная гонка преследования
1-й  Командная гонка преследования
2-й  Мэдисон

## Статистика выступлений

### Гранд-туры
| Гонка           | 2015 | 2016 | 2017 | 2018 |
| --------------- | ---- | ---- | ---- | ---- |
| Джиро д'Италия  | —    | —    | —    |      |
| Тур де Франс    | ДС   | 59   | 66   |      |
| Вуэльта Испании | —    | —    | —    |      |

| —  | Не участвовал     |
| ДС | Дисквалифицирован |